# 小口線鰭瓦鰈
小口線鰭瓦鰈（学名：Nematops microstoma）為輻鰭魚綱鰈形目鰈亞目瓦鰈科的其中一種，為熱帶海水魚，分布於西南太平洋海軍群島及吉伯特群島海域，棲息深度218-438公尺，體長可達10公分，棲息在底層水域，以小型底棲生物為食，生活習性不明。
其种加词“microstoma”意为“小口的”。